# Stinatjärnen (Jörns socken, Västerbotten)
Stinatjärnen är en sjö i Skellefteå kommun i Västerbotten och ingår i Kågeälvens huvudavrinningsområde.